# 巴萨尔高尔达

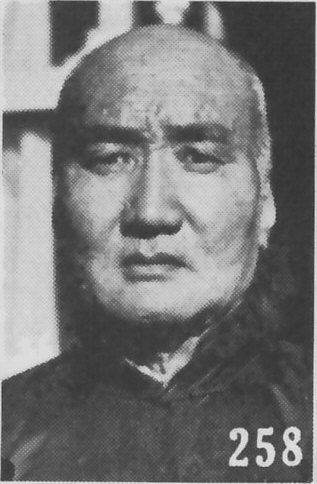
《最新支那要人传》中的巴萨尔照片

巴萨尔高尔达（1885年—？），蒙古族，锡林郭勒盟阿巴哈纳尔旗（今内蒙古自治区锡林浩特市）人，蒙疆聯合自治政府政治人物。

## 生平
巴萨尔高尔达原为阿巴哈那尔旗协理。1933年之后，巴萨尔高尔达同驻在贝子庙的善邻协会负责人野中建立了亲密的关系。1939年至1942年，巴萨尔高尔达担任蒙疆银行总裁。